# Архив русской революции
Архи́в ру́сской револю́ции — документальное печатное издание, выходившее в Берлине в 1922—1937 годах.
Представляет собой 22 тома сборников, в которых публиковались воспоминания белоэмигрантов, материалы и документы, освещающие период Октябрьской революции и Гражданской войны, издававшихся в Берлине лидером кадетов И. В. Гессеном в 1921 — 1937 годах.
Репринты Архива русской революции были выпущены в России в 1991—1993 годах издательствами Современник (выпущены первые два тома отдельными книгами), Политиздат и «Терра» в серии «Русский архив» (22 тома были изданы в 12 книгах).

- Архив русской революции
- Титульный лист первого тома, 1921
- Содержание первого тома
- Титульный лист пятого тома, 1922